# Schostka
Schostka (ukrainisch und russisch Шостка) ist eine Stadt in der Oblast Sumy im Nordosten der Ukraine. Schostka ist das Zentrum des gleichnamigen Rajons mit 75.000 Einwohnern (2019). Die Stadt liegt am Ufer des Flusses Schostka, eines Nebenflusses der Desna. Schostka ist ein bedeutendes Zentrum der chemischen Industrie.

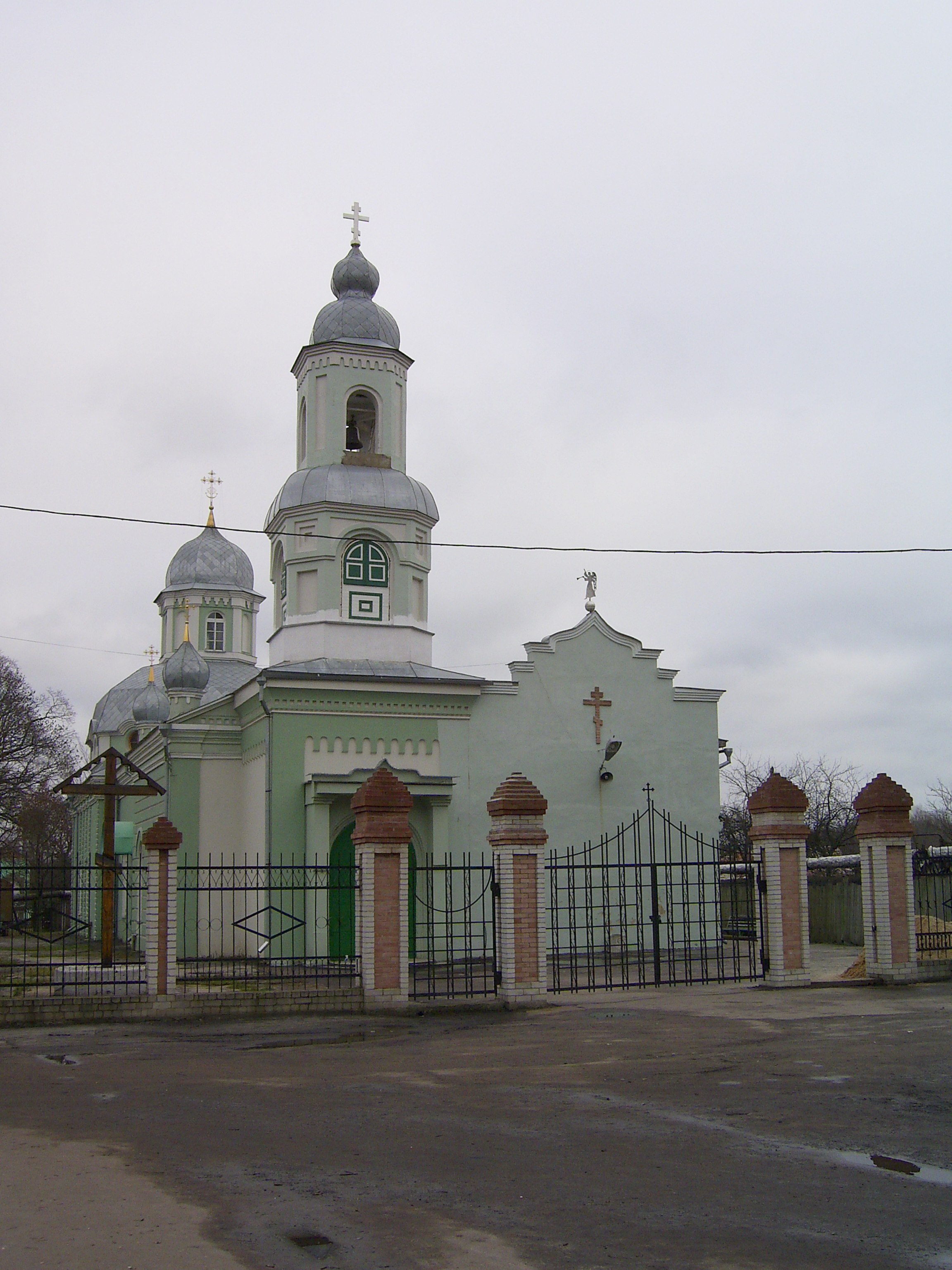
Kirche des heiligen Wolodymyr in Schostka

## Geschichte
Anfang des 17. Jahrhunderts wurde von ukrainischen Kosaken ein Dorf gegründet. Nach einer Version stammt der Name der Stadt vom Namen des Flusses Schostka, der der sechste (ukrainisch schosta) Nebenfluss der Desna ist. Nach einer anderen Version stammt der Name der Stadt und des Flusses vom Wort Schost=Stelze, da die ursprüngliche Siedlung sich auf sumpfigem Boden befand und die Häuser auf Stelzen gebaut werden mussten.
1739 wurde hier eine Schießpulverfabrik gebaut, so dass der Ort seitdem einer der wichtigsten Lieferanten von Schießpulver im Russischen Reich war. 1893 wurde ein Abzweig der Eisenbahn zur Ortschaft verlegt und seit 1920 ist Schostka eine Stadt. Die 1931 gebaute Filmfabrik war der Hauptlieferant von Kino- und Fotofilmen in der Sowjetunion. 1947 bis etwa 1949 wurden hier demontierte Produktionsanlagen für Farbfilme aus der Filmfabrik Wolfen von zwangsverpflichteten deutschen Spezialisten aufgebaut und in Betrieb genommen, um die Voraussetzungen für die Farbfilmproduktion in der UdSSR zu schaffen. Die Munitionswerke wurden von Konzern Ukroboronprom übernommen. Das Filmwerk Svema war bis in die 1990er Jahre eine bedeutende Fabrik in Schostka. Um 2004 wurde der Betrieb aufgelöst, die Immobilien wurden 2019 zum Verkauf angeboten und liegen seit 2022 in Trümmern. Im Verlauf des Russisch-Ukrainischen Krieges wurde die Stadt mehrfach angegriffen und war zeitweise besetzt. 

## Verwaltungsgliederung
Am 28. August 2018 wurde die Stadt zum Zentrum der neugegründeten Stadtgemeinde Schostka (Шосткинська міська громада/Schostkynska miska hromada). Zu dieser zählten auch das Dorf Obraschijiwka, bis dahin bildete sie die gleichnamige Stadtratsgemeinde Schostka (Шосткинська міська рада/Schostkynska miska rada) unter Oblastverwaltung im Zentrum des ihn umgebenden Rajons Schostka.
Am 12. Juni 2020 kamen noch die Siedlung städtischen Typs Woronisch und die 35 in der untenstehenden Tabelle aufgelisteten Dörfer zum Gemeindegebiet.
Am 17. Juli 2020 kam es im Zuge einer großen Rajonsreform zum Anschluss des Rajonsgebietes an den Rajon Schostka.
Folgende Orte sind neben dem Hauptort Schostka Teil der Gemeinde:
| Name                          | Name                  | Name                                          |
| ukrainisch transkribiert      | ukrainisch            | russisch                                      |
| ----------------------------- | --------------------- | --------------------------------------------- |
| Bensyky                       | Бензики               | Бензики (Bensiki)                             |
| Bohdaniwka                    | Богданівка            | Богдановка (Bogdanowka)                       |
| Bohdanka                      | Богданка              | Богданка (Bogdanka)                           |
| Cholodiwschtschyna            | Холодівщина           | Холодовщина (Cholodowischtschina)             |
| Dibriwka                      | Дібрівка              | Дибровка (Dibrowka)                           |
| Hamalijiwka                   | Гамаліївка            | Гамалиевка (Gamalijewka)                      |
| Hlasowe                       | Глазове               | Глазово (Glasowo)                             |
| Hudiwschtschyna               | Гудівщина             | Гудовщина (Gudowschina)                       |
| Hukowe                        | Гукове                | Гуково (Gukowo)                               |
| Iwot                          | Івот                  | Ивот                                          |
| Kalijiwka                     | Каліївка              | Калиевка (Kalijewka)                          |
| Klyschky                      | Клишки                | Клишки (Klischki)                             |
| Kowtunowe                     | Ковтунове             | Ковтуново (Kowtunowo)                         |
| Krupez                        | Крупець               | Крупец                                        |
| Kurdjumiwka                   | Курдюмівка            | Курдюмовка (Kurdjumowka)                      |
| Kyjiwske (bis 2023 Moskowske) | Київське (Московське) | Киевское (Kiewskoje)/Московское (Moskowskoje) |
| Lisne                         | Лісне                 | Лесное (Lesnoje)                              |
| Luschnyky                     | Лушники               | Лушники (Luschniki)                           |
| Makowe                        | Макове                | Маково (Makowo)                               |
| Massykiw                      | Масиків               | Масиков (Massikow)                            |
| Myroniwka                     | Миронівка             | Мироновка (Mironowka)                         |
| Obraschijiwka                 | Ображіївка            | Ображиевка (Obraschijewka)                    |
| Ostrouschky                   | Остроушки             | Остроушки (Ostrouschki)                       |
| Pohrebky                      | Погребки              | Погребки (Pogrebki)                           |
| Pyrohiwka                     | Пирогівка             | Пироговка (Pirogowka)                         |
| Sabolotne                     | Заболотне             | Зоболотное (Sobolotnoje)                      |
| Schkyrmaniwka                 | Шкирманівка           | Шкирмановка (Skirmanowka)                     |
| Sobytsch                      | Собич                 | Собич (Sobitsch)                              |
| Sobytschewe                   | Собичеве              | Собичево (Sobitschewo)                        |
| Solotwyne                     | Солотвине             | Солотвино (Solotwino)                         |
| Swirsch                       | Свірж                 | Свирж                                         |
| Tschaplijiwka                 | Чапліївка             | Чаплиевка (Tschaplijewka)                     |
| Tschorni Losy                 | Чорні Лози            | Чёрные Лозы (Tschornyje Losy)                 |
| Tymaniwka                     | Тиманівка             | Тимановка (Timanowka)                         |
| Welykyj Lis                   | Великий Ліс           | Великий Лес (Weliki Les)                      |
| Woronisch                     | Вороніж               | Воронеж (Woronesch)                           |
| Wowna                         | Вовна                 | Вовна                                         |

## Bevölkerungsentwicklung
| 1923  | 1939   | 1959   | 1970   | 1979   | 1989   | 2001   | 2010   | 2019   |
| ----- | ------ | ------ | ------ | ------ | ------ | ------ | ------ | ------ |
| 8.519 | 28.592 | 38.884 | 64.436 | 82.036 | 92.882 | 87.130 | 80.683 | 75.024 |

Quelle: 

## Söhne und Töchter der Stadt
- Dmitri Tschetschulin (1901–1981), russischer Architekt
- Alena Subrylawa (geb. Olena Ohurzowa; * 1973), Biathletin
- Wladimir Grigorjew (* 1982), russischer Shorttrack-Läufer
- Iryna Nowoschylowa (* 1986), Hammerwerferin
- Roman Poboinyi (* 1990), Opernsänger (Tenor)
- Wladyslaw Malychin (* 1998), Stabhochspringer
- Andrij Orlyk (* 1998), Skilangläufer
- Maksym Halinitschew (2000–2023), Boxer und Soldat